# Casimiro I di Polonia
Casimiro I di Polonia, detto il Restauratore (in polacco: Kazimierz I Odnowiciel; Cracovia, 25 luglio 1016 – Poznań, 28 novembre 1058), è stato granduca di Polonia dal 1034 al 1058. Il suo soprannome è dovuto al suo ruolo di restauratore dell'ordine nel governo polacco e per la rivendicazione del territorio perduto.

## Biografia
Figlio di Miecislao II di Polonia e Richeza di Lotaringia, fu l'unico erede sopravvissuto e, avendo preso gli ordini monastici, dovette ricevere la dispensa papale nel 1034 per governare la Polonia. Tuttavia nel 1037 fu deposto da una congiura di palazzo che lo costrinse a fuggire in Germania. Con il sostegno degli imperatori Corrado II ed Enrico III risalì al trono, sposando la nobile Maria Dobroniega di Kiev, sorella del suo alleato politico, il gran principe di Kiev Jaroslav I di Kiev.
Anche se il suo prezzo per il suo ritorno fu pesante (vennero fatte concessioni ai nobili e al clero e confermata la sovranità della Germania) tra il 1047 e il 1050 Casimiro riuscì a rivendicare la Masovia, la Pomeriana e la Slesia.

## Discendenza
Casimiro sposò Maria Dobroniega di Kiev e la coppia ebbe cinque figli:
- Boleslao II l'Ardito (n. 1043 ca. – m. 2/3 aprile 1081/82).
- Ladislao Ermanno (n. 1044 ca. – morto 4 giugno 1102)
- Mieszko (n. il 16 aprile 1045 - m. il 28 gennaio 1065).
- Ottone (n. 1046 ca. – m. 1048).
- Świętosława (nata nel 1048 ca. - morta il 1 settembre 1126), sposata nel 1062 circa al duca (e dal 1085 re) Vratislao II di Boemia.

## Ascendenza
|                         |                         |                            | Genitori                |  |  | Nonni |  |  | Bisnonni               |  |  | Trisnonni |  |
|                         |                         |                            |                         |  |  |       |  |  | Miecislao I di Polonia |  |  | Siemomysł |  |
|                         |                         |                            |                         |  |  |       |  |  | Miecislao I di Polonia |  |  | Siemomysł |  |
|                         |                         | …                          |                         |  |  |       |  |  | Miecislao I di Polonia |  |  |           |  |
| Boleslao I di Polonia   |                         |                            |                         |  |  |       |  |  | Miecislao I di Polonia |  |  |           |  |
|                         |                         | Dubrawka                   | Boleslao I di Boemia    |  |  |       |  |  |                        |  |  |           |  |
|                         |                         | Dubrawka                   | Boleslao I di Boemia    |  |  |       |  |  |                        |  |  |           |  |
|                         |                         | Dubrawka                   | Biagota                 |  |  |       |  |  |                        |  |  |           |  |
| Miecislao II di Polonia |                         | Dubrawka                   |                         |  |  |       |  |  |                        |  |  |           |  |
|                         |                         | Drobomir di Lusazia        | …                       |  |  |       |  |  |                        |  |  |           |  |
|                         |                         | Drobomir di Lusazia        | …                       |  |  |       |  |  |                        |  |  |           |  |
|                         |                         | Drobomir di Lusazia        | …                       |  |  |       |  |  |                        |  |  |           |  |
| Enmilda di Lusazia      |                         | Drobomir di Lusazia        |                         |  |  |       |  |  |                        |  |  |           |  |
|                         |                         | …                          | …                       |  |  |       |  |  |                        |  |  |           |  |
|                         |                         | …                          | …                       |  |  |       |  |  |                        |  |  |           |  |
|                         |                         | …                          | …                       |  |  |       |  |  |                        |  |  |           |  |
| Casimiro I di Polonia   |                         | …                          |                         |  |  |       |  |  |                        |  |  |           |  |
|                         | Ermanno I di Lotaringia | Erenfredo II di Lotaringia |                         |  |  |       |  |  |                        |  |  |           |  |
|                         | Ermanno I di Lotaringia | Erenfredo II di Lotaringia |                         |  |  |       |  |  |                        |  |  |           |  |
|                         | Ermanno I di Lotaringia | Richwara di Zulpichgau     |                         |  |  |       |  |  |                        |  |  |           |  |
| Azzo di Lotaringia      | Ermanno I di Lotaringia |                            |                         |  |  |       |  |  |                        |  |  |           |  |
|                         |                         | Heylwig di Dillingen       | Hucbald II di Dillingen |  |  |       |  |  |                        |  |  |           |  |
|                         |                         | Heylwig di Dillingen       | Hucbald II di Dillingen |  |  |       |  |  |                        |  |  |           |  |
|                         |                         | Heylwig di Dillingen       | Dietbirg di Svevia      |  |  |       |  |  |                        |  |  |           |  |
| Richeza di Lotaringia   |                         | Heylwig di Dillingen       |                         |  |  |       |  |  |                        |  |  |           |  |
|                         |                         | Ottone II di Sassonia      | Ottone I di Sassonia    |  |  |       |  |  |                        |  |  |           |  |
|                         |                         | Ottone II di Sassonia      | Ottone I di Sassonia    |  |  |       |  |  |                        |  |  |           |  |
|                         |                         | Ottone II di Sassonia      | Adelaide di Borgogna    |  |  |       |  |  |                        |  |  |           |  |
| Matilde di Germania     |                         | Ottone II di Sassonia      |                         |  |  |       |  |  |                        |  |  |           |  |
|                         |                         | Teofano                    | Costantino Skleros      |  |  |       |  |  |                        |  |  |           |  |
|                         |                         | Teofano                    | Costantino Skleros      |  |  |       |  |  |                        |  |  |           |  |
|                         |                         | Teofano                    | Sofia Foca              |  |  |       |  |  |                        |  |  |           |  |
|                         |                         | Teofano                    |                         |  |  |       |  |  |                        |  |  |           |  |